# Championnat de Suède féminin de football 2023
Navigation
Édition précédente Édition suivante
Le championnat de Suède féminin de football 2023 est la 51e édition du championnat de Suède féminin. Les quatorze meilleurs clubs féminins de football de Suède sont regroupés au sein d'une poule unique, la Damallsvenskan, où ils s'affrontent deux fois au cours de la saison, à domicile et à l'extérieur.
Le FC Rosengård défend son titre de championne de Suède acquis lors de la saison 2022 tandis que le Växjö DFF et l'IFK Norrköping sont promus. Eskilstuna United perd sa licence et est remplacé par l'IK Uppsala.

## Les équipes participantes
| \| Agglomération de Stockholm: Djurgården Hammarby IF IF Brommapojkarna BK Häcken Kristianstads DFF Linköpings FC Piteå IF FC Rosengård Vittsjö GIK KIF Örebro IFK Kalmar Växjö DFF IFK Norrköping IK Uppsala Stockholm \| Localisation des clubs engagés. |
| Agglomération de Stockholm: Djurgården Hammarby IF IF Brommapojkarna BK Häcken Kristianstads DFF Linköpings FC Piteå IF FC Rosengård Vittsjö GIK KIF Örebro IFK Kalmar Växjö DFF IFK Norrköping IK Uppsala Stockholm                                       |

| Club               | Classement 2022 | Stade                                   | Capacité      |
| ------------------ | --------------- | --------------------------------------- | ------------- |
| FC Rosengård       | 1               | Malmö IP                                | 5 700         |
| BK Häcken          | 2               | Bravida Arena                           | 6 500         |
| Linköpings FC      | 3               | Linköping Arena                         | 8 500         |
| Kristianstads DFF  | 4               | Vilans IP / Kristianstads fotbollsarena | 5 000 / 3 080 |
| Hammarby IF        | 5               | Hammarby IP                             | 3 700         |
| Vittsjö GIK        | 6               | Vittsjö IP                              | 3 000         |
| Piteå IF           | 7               | LF Arena                                | 6 500         |
| KIF Örebro DFF     | 9               | Behrn Arena                             | 12 624        |
| Djurgårdens IF Dam | 10              | Stockholms Olympiastadion               | 14 417        |
| IFK Kalmar         | 11              | Guldfågeln Arena                        | 1 200         |
| IK Brommapojkarna  | 12              | Grimsta IP                              | 5 000         |
| Växjö DFF          | 1er de D2       | Visma Arena                             | 12 000        |
| IFK Norrköping     | 2e de D2        | Östgötaporten                           | 17 234        |
| IK Uppsala         | 3e de D2        | Studenternas IP                         | 10 000        |

## Compétition

### Classement
Le barème utilisé pour établir le classement est le suivant : 3 points pour une victoire, 1 point pour un match nul et 0 point pour une défaite.
| Rang | Équipe            | Pts | J  | G  | N | P  | Bp | Bc  | Diff |
| ---- | ----------------- | --- | -- | -- | - | -- | -- | --- | ---- |
| 1    | Hammarby IF C     | 59  | 26 | 18 | 5 | 3  | 60 | 16  | +44  |
| 2    | BK Häcken         | 59  | 26 | 18 | 5 | 3  | 53 | 10  | +43  |
| 3    | Linköpings FC     | 56  | 26 | 17 | 5 | 4  | 67 | 30  | +37  |
| 4    | Piteå IF          | 52  | 26 | 16 | 4 | 6  | 44 | 28  | +16  |
| 5    | Vittsjö GIK       | 49  | 26 | 15 | 4 | 7  | 44 | 27  | +17  |
| 6    | Kristianstads DFF | 48  | 26 | 13 | 9 | 4  | 48 | 29  | +19  |
| 7    | FC Rosengård T    | 45  | 26 | 12 | 9 | 5  | 61 | 32  | +29  |
| 8    | Växjö DFF P       | 26  | 26 | 7  | 5 | 14 | 29 | 58  | -29  |
| 9    | IFK Norrköping P  | 24  | 26 | 7  | 3 | 16 | 26 | 33  | -7   |
| 10   | KIF Örebro DFF    | 24  | 26 | 7  | 3 | 16 | 27 | 39  | -12  |
| 11   | Djurgårdens IF    | 24  | 26 | 6  | 6 | 14 | 25 | 50  | -25  |
| 12   | IK Brommapojkarna | 20  | 26 | 4  | 8 | 14 | 30 | 57  | -27  |
| 13   | IK Uppsala P      | 19  | 26 | 4  | 7 | 15 | 32 | 50  | -18  |
| 14   | IFK Kalmar        | 8   | 26 | 0  | 3 | 23 | 10 | 106 | -96  |

## Statistiques individuelles
Source.

### Meilleures buteuses
|     | Joueuse                | Équipe            | Buts |
| --- | ---------------------- | ----------------- | ---- |
| 1.  | Cathinka Tandberg (en) | Linköpings FC     | 19   |
| 2.  | Cornelia Kapocs (sv)   | Linköpings FC     | 18   |
| 3.  | Anam Imo               | Piteå IF          | 15   |
| 3.  | Yuka Momiki            | Linköpings FC     | 15   |
| 5.  | Olivia Holdt (en)      | FC Rosengård      | 12   |
| 5.  | Madelen Janogy         | Hammarby IF       | 12   |
| 5.  | Rosa Kafaji            | BK Häcken         | 12   |
| 5.  | Olivia Schough         | FC Rosengård      | 12   |
| 5.  | Évelyne Viens          | Kristianstads DFF | 12   |
| 10. | Hlín Eiríksdóttir (en) | Kristianstads DFF | 11   |

### Meilleures passeuses
|    | Joueuse                | Équipe            | P.d. |
| -- | ---------------------- | ----------------- | ---- |
| 1. | Olivia Schough         | FC Rosengård      | 10   |
| 2. | Sofie Bredgaard (en)   | FC Rosengård      | 8    |
| 3. | Hlín Eiríksdóttir (en) | Kristianstads DFF | 7    |
| 3. | Anam Imo               | Piteå IF          | 7    |
| 3. | Yuka Momiki            | Linköpings FC     | 7    |
| 6. | Jutta Rantala (en)     | Vittsjö GIK       | 6    |